# Centro de información de red
Un centro de información de red  (o Network Information Center (NIC)) es un operador de registro de los dominios de nivel superior del sistema de nombres de dominio (DNS) de Internet, que mantiene todos los datos administrativos de un dominio DNS y genera un archivo de zona que contiene las direcciones de los servidores de nombres para cada dominio. Cada registro es una organización que gestiona el registro de nombres de dominio dentro de los dominios de los que es responsable, controla las políticas de asignación de nombres de dominio, y técnicamente opera su dominio. También puede cumplir la función de un nombre de dominio de registro, o podrá delegar esta función a otras entidades.
Los nombres de dominio son administrados bajo una jerarquía encabezada por la Internet Assigned Numbers Authority (IANA), la que gestiona la parte superior del árbol de DNS mediante la administración de los datos en los servidores de nombres raíz.
IANA también opera el registro .int para las organizaciones intergubernamentales, la zona de arpa para fines de administración del protocolo y otras zonas críticas como root-servers.net. IANA delega toda autoridad de otros nombres de dominio a otros registros de nombres de dominio.
Los códigos de país de dominios de nivel superior (llamados ccTLD) se delegan por IANA a los registros nacionales tales como DENIC en Alemania y Nominet en el Reino Unido. Para el caso de Chile (.cl) fue delegado a NIC Chile en 1986.

## Historia
En los inicios de Internet, el proceso de registro era hecho a través de la DDN-NIC (Defense Data Network Network Information Center) en el Centro de Investigación de Stanford. Posteriormente en el año 1991, DISA (Defense Information Systems Agency) delegó el manejo de DDN-NIC a Government Systems Inc., institución que subcontrató a Network Solutions Inc., lo que llevó Internet por primera vez a manos de privados.[cita requerida]
En el año 1991 fue el lanzamiento del primer sitio web, alojado en la organización Europea de investigación nuclear (CERN) creado por Tim Berners-Lee. Se fundó además el primer ISP (Internet Service Provider) y por primera vez los ciudadanos normales pudieron acceder a la posibilidad de adquirir un nombre de dominio. En primera instancia el registro de dominio fue un proceso gratuito, pues la NSF (National Science Fundation) subsidió este proceso a través de la IANA. En 1993 el sorprendente crecimiento de la red forzó a IANA y a la fundación a crear InterNIC, entidad que se hizo cargo de mantener y organizar la creciente demanda por el registro de nombres de dominio, contratando para este efecto a 3 organizaciones: el proceso de registro fue delegado a Network Solutions, la parte organizacional y el manejo de la base de datos fue asignado a AT&T, y los servicios de información fueron transmitidos a General Atomics. Esta última compañía posteriormente perdió su contrato; AT&T se encargó de suplir su ausencia.[cita requerida]
Después de 1995, la fundación nacional de ciencia fue incapaz de continuar subsidiar el proceso de adquisición de dominios pues la red Internet se había vuelto demasiado grande. InterNIC empezó a cobrar $100 por el registro de un dominio por 2 años. En 1998, el Departamento de Comercio de Estados Unidos publicó un estudio que sugiría como llevar el manejo y administración de los dominios al sector privado, aumentando la competición y reduciendo los precios. El 18 de septiembre de 1998 se formó ICANN (Internet Corporation for Assigned Names and Numbers) y tomó la responsabilidad de la mayoría de los deberes de InterNIC.[cita requerida] Hoy en día, Network Solutions es solo uno de los muchos registros de nombres de dominio, y el sitio web de InterNIC continúa más que nada como un centro informativo para efectos de registros de nombres de dominio.

## Forma de operar
Algunos registros de nombres son departamentos gubernamentales (como por ejemplo el registro de Sri Lanka nic.lk). Algunos son cooperativas de ISP (como DENIC) o compañías sin fines de lucro (como Nominet UK). Otros operan como organizaciones comerciales como el registro en Estados Unidos (nic.us).
Los nombres de dominio asignados están disponibles para consultas a través del uso del sistema WHOIS y a través de sus DNS. Algunas empresas dedicadas a esto venden los nombres directamente (como SWITCH en Suiza) y otras confían en otras entidades para que los vendan, por ejemplo los nombres en *.com TLD en algún sentido venden “el paquete completo” al precio regulado por VeriSign, y los registros de nombres de dominio individuales se encargan de vender “al detalle” a empresas y consumidores.